# Negrilești, Vrancea
Negrilești este satul de reședință al comunei cu același nume din județul Vrancea, Moldova, România.